# Leban (Rantau Pandan)
Leban is een bestuurslaag in het regentschap Bungo van de provincie Jambi, Indonesië. Leban telt 1078 inwoners (volkstelling 2010).